# (52872) Okyrhoe
(52872) Okyrhoe (1998 SG35) – planetoida z grupy centaurów okrążająca Słońce w ciągu 24,3 lat w średniej odległości 8,38 j.a. Została odkryta 19 września 1998 roku w programie Spacewatch.